# Inge Lange
Ingeburg Lange, connue comme Inge Lange, née Inge Rosch le 24 juillet 1927 à Leipzig et morte le 13 juillet 2013 à Berlin, est une femme politique est-allemande, candidate au Politburo du Comité central du SED et responsable du département des femmes du Comité central du SED de RDA. Avec Margarete Müller et Margot Honecker, elle est l'une des rares femmes à avoir exercé dans les plus hautes sphères du pouvoir en RDA.

## Biographie
Son père est l'homme politique communiste de Leipzig Alfred Rosch (1899-1945). Couturière de formation, elle milite au comité des jeunes Antifa Leipzig-Großzschocher. En 1945, elle rejoint le KPD et devient membre du SED après la fusion forcée de 1946. Entre 1946 et 1961, elle exerce diverses fonctions à la Jeunesse libre allemande (FDJ). En 1946-47, elle est assistante à l'école Antifa de Königs Wusterhausen. En 1947, elle est enseignante à la Jugendschule Nordwest de Mutzschen (Saxe). De 1947 à 1949, elle est secrétaire, puis en 1949-50 première secrétaire de la direction régionale de la FDJ à Wismut. De 1948 à 1950, elle est à la direction régionale du SED à Wismut et membre du secrétariat. En 1950-51, elle est deuxième secrétaire du comité exécutif de la FDJ pour le Grand Berlin. De mai 1952 à décembre 1961, elle est secrétaire du Conseil central de la FDJ. De septembre 1951 à juillet 1952, elle étudie à l'université du Komsomol à Moscou ; entre 1955 et 1961, elle suit un cours à distance au collège du parti Karl Marx et en sort avec un diplôme en sciences sociales marxistes-léninistes.
En août 1961, elle succède à Edith Baumann à la tête du Département des femmes du Comité central. Dans la Commission des femmes créée par Walter Ulbricht, le sujet du droit des femmes à disposer de leur corps est abordé et est l'objet de controverses. Finalement, le 9 mars 1972 est votée la loi réglementant l'interruption de grossesse contre 14 voix de la faction CDU, à la Chambre du peuple de RDA.
À partir de 1963, Inge Lange est candidate puis, à partir de décembre 1964, membre du Comité central (ZK) du SED. En 1973, elle est candidate au Politburo et secrétaire du Comité central pour les questions féminines. Le 8 novembre 1989, elle démissionne du Politburo du Comité central du SED, mais est par la suite réélue comme candidate au nouveau Politburo et comme secrétaire du Comité central. Cependant, après des protestations de la base du parti, elle démissionne à nouveau le 10 novembre . Le 21 janvier 1990, elle est exclue du SED-PDS. Elle se retire ensuite de la scène publique.
Elle est députée de la Chambre du peuple de 1952 à 1954 et de nouveau de 1963 à 1989. De 1963 à 1967, elle est membre de la commission de l'industrie, de la construction et des transports et, à partir de 1971, vice-présidente de la commission du travail et de la politique sociale.
Sa fille est l'écrivaine Katja Lange-Müller,.
Inge Lange meurt le 13 juillet 2013 dans un hôpital de Berlin.

## Distinctions
- Ordre du Mérite patriotique en bronze (1959) et en argent (1964)
- Bannière du Travail (1969)
- Ordre de Karl-Marx (1977 et 1987)